# Parauterinorgan
Als Parauterinorgan (von altgriechisch para ‚neben‘ und lateinisch uterus ‚Gebärmutter‘) bezeichnet man ein variabel geformtes Organ bei einigen Bandwürmern, das im reifen Bandwurmglied (Proglottis) neben dem Uterus liegt und zum weiblichen Geschlechtsapparat gehört. Es entsteht aus einer Parenchymverdichtung und dient der Aufnahme der Eier. Die dickwandige Bildung hat aber keine Öffnung nach außen. Daher findet man bei Bandürmern mit einem Parauterinorgan so gut wie nie Bandwurmeier bei der koprologischen Untersuchung, sondern nur ganze Glieder. Ein Parauterinorgan findet sich bei Vertretern der Familie Paruterinidae (hier namensgebend) sowie der Gattungen Thysanosoma (hier sind mehrere ausgebildet), Avittelina, Indiogenes, Mesocestoides und Nematotaenoides.